# Gerechtshofwijk
De Gerechtshofwijk of de Stationswijk-Noord is een wijk van de Belgische stad Kortrijk. De wijk bevindt zich in het historische centrum en is een samenvoeging van twee 19e-eeuwse stadsuitbreidingen: de Stationswijk en de Gerechtshofwijk. Ze bevindt zich ten noorden van het hoofdstation en situeert zich tussen de Waterpoort, de Leie, de Magdalenawijk en de Stationswijk-Zuid.

## Geschiedenis

### Eerste uitbreiding

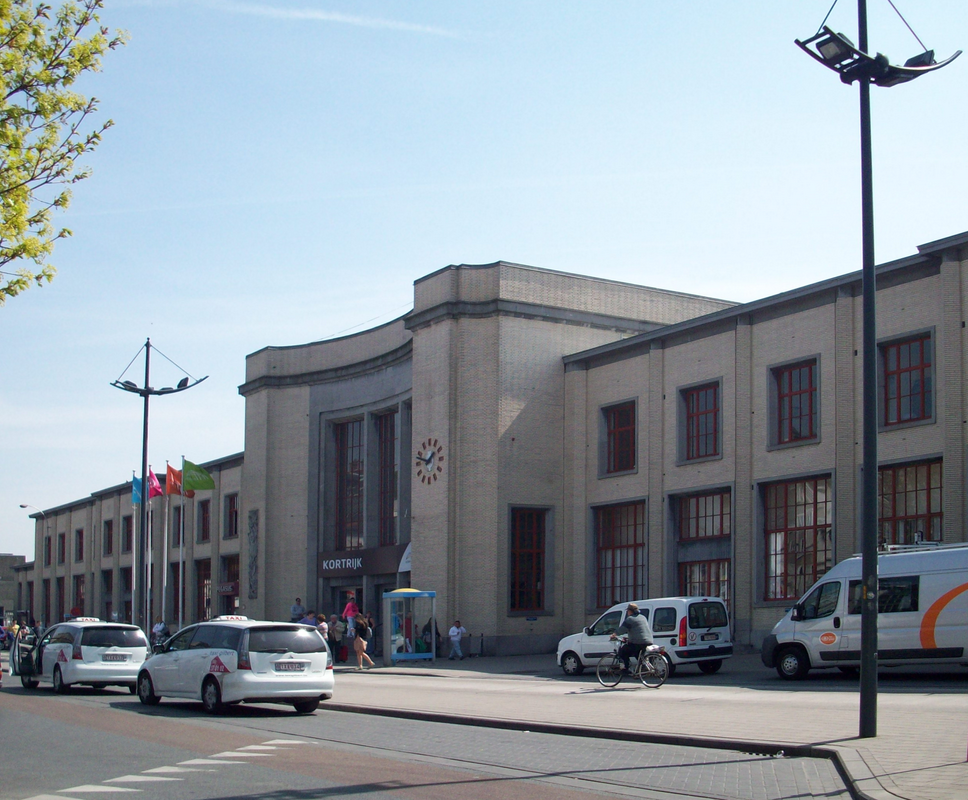
Voorgevel van het huidige stationsgebouw.

De huidige Stationswijk-Noord slaat op de nieuwe stadswijk die aangelegd werd tussen 1840 en 1847. Deze nieuwe wijk werd volgens een pentagonaal stratenplan aangelegd, naar een ontwerp van J.P. Cluysenaer. De percelen in deze wijk, gelegen tussen de Rijselsepoort en de Doorniksepoort, werden verkocht en bebouwd volgens een zeer strikt plan van aanleg. Om een homogeen stadsbeeld te verkrijgen in deze nieuwe 'moderne' stadswijk, waakten de stadsarchitect en een bijzondere bouwcommissie over de toepassing van alle voorschriften en controleerden ze telkens de bouwplannen.
In 1841 verschenen de eerste imposante gebouwen aan de toenmalige Place des Eperons d'or of de Guldensporenplaats (dit is het huidige Stationsplein). Er werd hierbij geopteerd voor een eenheidsbebouwing in neoclassicistische stijl. Op het plein zelf werd een groen plantsoen aangelegd in de vorm van een cirkel. Later zou in het centrum van dit plantsoen het standbeeld komen van Jan Palfijn. Het standbeeld verhuisde later naar de Havermarkt, waar het nog steeds staat.
In 1844 werd de laatste afgrenzing tussen de Grote Markt en de nieuwe Stationswijk weggewerkt. Hiervoor werd de Waterpoort afgebroken en werd de overgang tussen oud en nieuw genivelleerd. Op de plaats van de oude Waterpoort verscheen een Weerhuisje.
In 1857 werd het imposante stationsgebouw, naar een ontwerp van de Brusselse stadsarchitect A. Payen, opgetrokken. Dit neoclassicistische stationsgebouw kreeg een grote glazen perronoverkapping. Zowel het stationsgebouw als de overkapping werden vernield tijdens de bombardementen aan het einde van de Tweede Wereldoorlog. Na de oorlog werd een nieuw stationsgebouw opgetrokken, met een westelijke en een oostelijke onderdoorgang, maar ditmaal zonder de grote glazen overkapping van de perrons.

### Tweede uitbreiding
In 1865 werd een ontwikkelingsplan opgesteld voor een gebied met een grootte van 9 ha. ten noorden van de Rijselwijk, dat evenwel niet integraal werd uitgevoerd. In de eerste plaats werd hierbij de stationswijk uitgebreid. In deze nieuwe wijk, het z.g. "Nouveau Quartier", stond het nieuwe gerechtshof centraal (1867-1875). Het uitzicht van de nieuwe wijk, de Gerechtshofwijk, werd net als de eerder aangelegde stationswijk bepaald door de vrijwel homogene aanwezigheid van neoclassicistische en Leopold II-stijl-gebouwen. Tegenwoordig worden zowel de stationswijk uit de eerste helft van de 19e eeuw als de Gerechtshofwijk uit de tweede helft van de 19e eeuw samen benoemd als de Stationswijk-Noord.